# Earl av Cork
Earl av Cork (formellt Earl of the County of Cork) är en irländsk adelstitel. Richard Boyle, 1:e earl av Cork fick titeln 1620. 
Tidigare gavs titeln till Edvard, 2:e hertig av York (cirka 1373–1415). När han upphöjdes till earl av Cork finns inte omnämnt i bevarade dokument, men han benämns med den titeln av såväl Rikard II som honom själv under ett fälttåg på Irland 1394–1395.

## Earlar av Cork
- Richard Boyle, 1:e earl av Cork (1566–1643)
- Richard Boyle, 1:e earl av Burlington och 2:e earl av Cork (1612–1698)
- Charles Boyle, 2:e earl av Burlington och 3:e earl av Cork (före 1674–1703)
- Richard Boyle, 3:e earl av Burlington och 4:e earl av Cork (1694–1753)
- John Boyle, 5:e earl av Cork och 5:e earl av Orrery (1707–1762)